# Consegnatario
Nella pubblica amministrazione, il consegnatario è un funzionario che cura l'amministrazione e la conservazione dei beni mobili dello Stato.
Nella pubblica amministrazione italiana il consegnatario è di norma un funzionario e non un dirigente. I compiti del consegnatario sono regolati da specifiche norme  che ne regolano l'azione amministrativa.
I suoi compiti sono di natura amministrativa e contabile rispetto ai beni che ha in consegna e per i quali procede periodicamente ad effettuare inventari.